# 清泉大学短期大学部
清泉大学短期大学部（日语：／ Seisen University Junior College *），简称清泉短大，是一所位于日本长野县长野市的私立短期大学。

## 概要

### 简介
- 学校最早可以追溯到于1966年[1]。短期大学为于1981年开办[1]、由学校法人清泉女学院经营。日本天主教系短期大学之一。

### 历史
- 1981年 清泉女学院短期大学成立并同时设置两个学科、以下列挙。
  - 幼儿教育科
  - 英语科[1][2]
- 1992年 国际文化科成立。
- 2002年 英语科招生最后、次年停止招生（正式停办于2005年3月31日[2]）。
- 2025年 更名為清泉大學短期大學部。

### 宪章
- 请参看清泉女学院短期大学的标志 （页面存档备份，存于） （日語） 2014年1月31日阅览。

## 学校环境
- 校区：在长野县长野市

## 历任校长
- 藤森きよ：第一代短期大学校长[3]。
- 吉川武彦：现在短期大学校长[4]

## 组织

### 学科
- 幼儿教育科
- 国际传播科

### 前学科
- 英语科[注 1]

### 专科
| - 没有 |

### 业余课程
| - 没有 |

### 附属机关
| - 图书馆 |

- 教育文化研究所[6]
- 国际交流中心[7]
- 地区联合中心[8]

## 相关链接
- 日本短期大学列表
- 清泉女学院大学